# 楚河 (中國)
楚河，古战场，今河南省荥阳市广武山鸿沟古运河地区。公元前203年，西楚霸王项羽与汉高祖刘邦会战于在此，双方皆不能取胜，遂签定协议：“中分天下。割鸿沟以西者为汉，鸿沟而东者为楚”。（《史记》）后项羽返楚，刘邦听众张良建议追而击之，败项羽于乌江，项羽自刎，楚汉之争结束。自今该地区仍有古城遗迹保存。
楚河汉界也被中国象棋引用为棋盘中的河界。